# Hội chứng MMA
Hội chứng MMA là hội chứng viêm tử cung (Metritis), viêm vú (Mastitis), mất sữa (Agalactia) sảy ra phổ biến ở lợn nái sinh sản trong giai đoạn đẻ và nuôi con; thường xảy ra khi lợn bị bệnh ở đường sinh dục (viên tử cung, sót nhau)

## Tên gọi
Hội chứng được gọi bằng nhiều tên khác nhau: nhà bác học Martin năm 1967 gọi là hội chứng MMA, tên dùng ở các nước châu Âu; hội chứng rối loạn tiết sữa sau đẻ (postpartum dysgalactia syndrome - PPDS/PDS) được dùng ở các nước nói tiếng Anh (theo Klopfenstein, 2006), hội chứng mất sữa (theo Peny, 1970); hội chứng mất sữa sau đẻ (theo Hermannson, 1978)...

## Biểu hiện đặc trưng
Lợn mẹ kém ăn hoặc bỏ ăn, lười uống nước, bồn chồn, sốt cao (trên 39,5 độ C), sưng tuyến vú, tử cung viêm và tiết nhiều dịch viêm; giảm tiết sữa sau để 12 - 48 giờ, lợn con chết đói với tỷ lệ cao.

### Lợn bị viêm vú
Vi khuẩn xâm nhập trực tiếp qua ống dẫn sữa từ đầu vú, hoặc theo đường máu từ các nhiễm trùng khác (nhiễm trùng tử cung hoặc nhiễm trùng từ vết xây sát quanh bầu vú...). Lợn nái quá nhiều sữa trong khi lợn con bú không hết sữa làm ứ đọng hoặc lợn mẹ cho con bú một hàng vú, hàng vú còn lại căng sữa tạo điều kiện cho vi khuẩn gây bệnh. Khi vú viêm, sờ vào thấy cứng và khi nhấn vào nái biểu hiệu đau. Lợn mẹ thường nằm đè lên hàng vú và không chịu cho con bú, khó chịu với con, có khi cắn con. Thân nhiệt tăng đến khoảng 40 độ C hoặc cao hơn, mệt mỏi, giảm ăn, giảm uống nước....

### Viêm tử cung
Vi khuẩn xâm nhập vào cơ quan sinh dục của lợn mẹ trong quá trình đẻ, nhất là những trường hợp đẻ kéo dài hoặc khi dùng tay can thiệp trong quá trình đỡ đẻ. Những trường hợp sót nhau, sót con cũng là nguyên nhân chính gây nhiễm trùng tử cung. Các biểu hiện khi viêm tử cung: sốt trên 40 độ C, âm đạo có dịch có mùi hôi chảy ra, nếu viêm nặng có mủ trắng chảy ra; biếng ăn, mệt mỏi...

### Mất sữa
Sản lượng sữa giảm hoặc mất hẳn do lợn mẹ bị viêm vú hoặc vừa viêm vú vừa viêm tử cung. Ở một số trường hợp, mất sữa cũng có thể xảy ra khi lợn mẹ bị táo bón hoặc nhu động ruột bị ức chế trong thời gian đẻ, khi đó các độc tố đường ruột đi vào trong máu gây ức chế tác dụng của hormon prolactin và oxytocin làm giảm tiết sữa.

## Phòng bệnh
Trước khi lợn nái đẻ, tiến hành vệ sinh sát trùng chuồng đẻ và tắm rửa vệ sinh nái sạch sẽ.
Chăm sóc, nuôi dưỡng lợn nái thật tốt ở giai đoạn đẻ, cho uống đày đủ nước sạch trong giai đoạn nái mang thai, đẻ và tiết sữa (uống tự do). Trường hợp lợn nái đẻ kéo dài, có sự can thiệp đẻ khó bằng tay của con người, nái sót nhau có thể tiêm Amoxi 15% suspension, Haloxylin LA để phòng nhiễm trùng sinh; sau khi sinh 48 giờ tiêm Cloprostenol giúp tháo sạch sản dịch, nhau thai còn sót ra khỏi tử cung.
Hạn chế khẩu phần nái trước khi sinh, giảm chất đạm, tăng cường chất xơ, nên cho ăn cháo loãng pha muối; bổ sung magnesium sulfate (MgSO4) với liều 2 kg/tấn thức ăn để giúp nhuận tràng.

## Điều trị
Khi viêm tử cung, thụt rửa tử cung bằng Vime-Iodine 10ml/2lít, ngày 1 lần trong 3 ngày; sau khi thụt rửa bơm kháng sinh O.T.C 10%, 5ml thuốc pha 20ml nước sinh lý, bơm 1-2 ngày/lần.
Tiêm kháng sinh đặc trị Amoxi 15% suspension, 1ml/10 kg thể trọng/ngày, liên tục 3-5 ngày.
Khi bị sốt, thân nhiệt trên 39 độ C, dùng thuốc giảm sốt như Paravet hoặc Vime ABC.
Tiêm Oxytocin với liều thấp (1cc/con), nhiều lần trong ngày để giúp vú tiết sữa và đẩy sản dịch sảu đẻ ra ngoài.
Trong quá trình điều trị, kết hợp thuốc kháng viêm Ketovet để giúp vú và tử cung mau phục hồi chức năng. Đồng thời, chăm sóc lợn con trong khi điều trị bệnh cho nái; đảm bảo lợn con được bú sữa đầu trong vòng 24 giờ đầu sau khi sinh và giữ ấm cho lợn con.